# Фрязево (станция)
Фря́зево — узловая железнодорожная станция Горьковского направления Московской железной дороги в одноимённом посёлке городского округа Электросталь Московской области. Входит в Московско-Курский центр организации работы железнодорожных станций ДЦС-1 Московской дирекции управления движением.
По основному характеру работы станция является промежуточной, по объёму работы отнесена ко 2 классу. На станции к Горьковскому направлению примыкает хордовая линия от Мытищ.
Время движения от Курского вокзала — от 44 минут (для экспрессов) до 1 часа 10 минут (для обычных электропоездов), от Ярославского вокзала — около 1 часа 45 минут. Расстояние от Курского вокзала — 53 километра, от Ярославского вокзала — 72 км.
Станция Фрязево отличается высоким пассажиропотоком. Её используют многие жители города Электростали, расположенного в 5 километрах севернее, поскольку на станции Фрязево останавливается значительно больше электропоездов, чем на станции Электросталь, расположенной непосредственно в городе.

## История
Станция была открыта в 1879 году под названием Богородск, как ближайшая станция к уездному центру, городу Богородску (с 1930 года Ногинск).
В июле 1885 года началось строительство ветки от станции Богородск Московско-Нижегородской железной дороги на город Богородск. Строительство было произведено в кратчайший срок, уже 3 декабря 1885 года в город Богородск пришёл первый поезд. Во избежание одноимённости станция Богородск была переименована в Стёпаново (одна из ближайших деревень).
В 1904 году станция была переименована в Гжель — по селу Гжель, расположенному в 15 километрах южнее. В 1911 году, после того, как через село Гжель прошла Люберцы-Арзамасская железная дорога, станция была переименована во Фрязево — по названию деревни Фрязино, расположенной в 10 километрах южнее станции, при этом случайно или намеренно изменились две буквы. До 1911 года топонима с названием Фрязево вблизи станции не существовало.  
В 1969 году была введена в эксплуатацию железная дорога Монино — Фрязево, в результате чего станция Фрязево стала одним из крупнейших железнодорожных узлов Московской области. Основной целью строительства линии  являлась разгрузка участка Москва — Фрязево путём передачи части объёма движения на другой маршрут: вместо перегруженного участка Москва-Курская — Купавна — Фрязево на менее загруженную линию Москва-Ярославская — Мытищи — Монино — Фрязево. Кроме того, появилась возможность пропуска грузовых поездов от сортировочной станции Лосиноостровская в Москве по кратчайшему направлению на Владимир — Горький и далее.
С 2009 года линия Мытищи — Фрязево полностью двухпутная. До этого участок Монино — Фрязево был однопутным, на нём действовал один промежуточный разъезд — Колонтаево.

## Инфраструктура
На станции — две островных платформы, выход на платформы осуществляется из залов ожидания с кассами и турникетами, расположенных с обеих сторон станции по пешеходному мостику, имеется дополнительный пешеходный мостик над всей станцией.
От станции Фрязево отходят четыре двухпутные электрифицированные железнодорожные линии: на запад и на восток — главный ход Горьковского направления МЖД, на северо-запад — хордовая линия Мытищи — Фрязево Ярославского направления МЖД, на север — тупиковая линия на Захарово (Ногинск), продолжающаяся далее как ППЖТ до Черноголовки. Пятая железнодорожная линия, отходящая от станции Фрязево — это ведомственная ветвь к 502-му заводу по ремонту военно-технического имущества, протяжённостью около 6 километров. Линия однопутная, неэлектрифицированная, ведёт в южном направлении. Движение на ней незначительное.
К западу и к востоку от станции Фрязево находятся разноуровневые развязки. Восточнее станции чётный и нечётный пути главного хода расходятся на значительное расстояние.

## Рядом со станцией
Рядом с железнодорожной станцией расположена автобусная станция, с северной стороны отправляются автобусы на Электросталь и Ногинск, к югу — на Раменское и Павловский Посад. Имеются места для стоянки автомобилей. Западнее пассажирских платформ железнодорожные пути по путепроводу пересекает автомобильное шоссе А107 Московское малое кольцо, после строительства путепровода, переезд около станции был закрыт. При этом на пересечении той же дороги с линией Фрязево — Мытищи остался переезд, затрудняющий движение. Вблизи станции — деревни Бабеево, Степаново, село Иванисово, посёлок Новые Дома.

## Маршруты поездов и движение по станции
Станция является конечной для значительного количества электропоездов: на Москву-Курскую (16 пар поездов) и Москву-Ярославскую (12 пар), на Электросталь (1 пара), на Петушки (1 пара). Станция также является промежуточной остановкой для пригородных поездов Горьковского направления МЖД (Москва-Петушки, Москва-Захарово, Москва-Крутое, Москва-Электрогорск, Москва-Владимир, Москва-Павловский Посад). 
Через станцию следуют транзитом поезда дальнего следования Москва-Киров, Москва-Новый Уренгой, Москва-Кемерово, Санкт-Петербург-Челябинск, Москва-Улан-Батор, Москва-Нижний Новгород и Санкт-Петербург-Нижний Новгород, а также скоростные поезда сообщением Санкт-Петербург - Нижний Новгород "Сапсан", Москва-Нижний Новгород "Стриж" (с 2015 года заменивший "Сапсан") а также скоростные экспрессы "Ласточка" Москва - Нижний Новгород, Москва - Ковров и Москва - Иваново.

## Галерея

Вид на пути станции Фрязево из окна электропоезда ЭД4М, 2008 г.